# Откровения лучших порномоделей
«Откровения лучших порномоделей» (англ. Aroused) — полнометражный документальный фильм 2013 года, режиссерский дебют Деборы Андерсон (англ. Deborah Anderson). Повествует о жизни и карьере 16 известных порноактрис. Премьера в кинотеатрах США состоялась летом 2013 года, в остальных странах — в январе 2014 года.

## Содержание
Фильм рассказывает в формате интервью о жизни 16 известных порноактрис.

## Критика
В большинстве, фильм плохо был воспринят критиками. The Village Voice назвал картину «более подходящей для знаменитых коллекций фотографий Андерсон, чем самостоятельное повествование», в котором интервью «разрезаны на такие мелкие фрагменты, что невозможно собрать кого-либо здесь в связную личность».
The Hollywood Reporter писал, что фильму «не хватает глубины, чтобы стать чем-то большим, чем глянцево-сексуальное любопытство». По словам кинокритика The Washington Post Майкла О'Салливана, несмотря на то, что в какие-то моменты фильм «неожиданно волнующий», он «вызывает любопытство, не удовлетворяя его».

## В ролях
- Белладонна
- Кайден Кросс
- Лиза Энн
- Кацуни
- Тиган Пресли
- Эш Голливуд
- Мисти Стоун
- Таня Тейт
- Асфиксия Нуар
- Джесси Джейн
- Франческа Ли
- Лекси Белл
- Эйприл О’Нил
- Бруклин Ли
- Элли Хейз
- Алексис Тексас